# L'Arroseur
 (juillet 2025).
Pour plus de détails, voir Fiche technique et Distribution.
L'Arroseur est un film réalisé par Georges Méliès, sorti en 1896 et considéré comme perdu. Il s'agit du sixième film fait par Méliès. L'argument est repris de L'Arroseur arrosé de Louis Lumière.

## Synopsis
Ce film perdu montre vraisemblablement une personne arrosant des fleurs pour un effet comique, comme le suggère le titre anglais The Sprinkler Sprinkled (L'arroseur arrosé). Ce film aurait imité celui de Louis et Auguste Lumière du même nom L'arroseur arrosé, qui existe encore.

## Histoire
Georges Méliès inscrit le film L'Arroseur au catalogue de la Star film, sa société de production, au début de 1896.